# Evaza whitneyi
Evaza whitneyi är en tvåvingeart som beskrevs av Charles Howard Curran 1936. Evaza whitneyi ingår i släktet Evaza och familjen vapenflugor. Inga underarter finns listade i Catalogue of Life.